# Sceloporus jalapae
Sceloporus jalapae este o specie de șopârle din genul Sceloporus, familia Phrynosomatidae, descrisă de Günther 1890. A fost clasificată de IUCN ca specie cu risc scăzut. Conform Catalogue of Life specia Sceloporus jalapae nu are subspecii cunoscute.